# Arrondissement Angoulême
Arrondissement Angoulême je francouzský arrondissement ležící v departementu Charente v regionu Poitou-Charentes. Člení se dále na 16 kantonů a 153 obcí.

## Kantony
- Angoulême-Est
- Angoulême-Nord
- Angoulême-Ouest
- Aubeterre-sur-Dronne
- Blanzac-Porcheresse
- Chalais
- La Couronne
- Gond-Pontouvre
- Hiersac
- Montbron
- Montmoreau-Saint-Cybard
- La Rochefoucauld
- Ruelle-sur-Touvre
- Saint-Amant-de-Boixe
- Soyaux
- Villebois-Lavalette